# Dynamit (film fra 1909)
 For alternative betydninger, se Dynamit (flertydig). (Se også artikler, som begynder med Dynamit)
Dynamit er en dansk kortfilm med ukendt instruktør.

## Handling
Denne artikel mangler et handlingsreferat. Hjælp os med at skrive det.

## Medvirkende
- Franz Skondrup
- August Blom